# ジャーモンクット
ジャーモンクット（タイ語: จ่ามงกุฎ, cha mongkut）は、タイ王国の伝統菓子の1種。ココナッツミルクで練った米粉をバナナの葉で包んだ菓子である。カノム・ジャーモンクットとも呼ばれる。
冠の形状をしたトーンエークと混同されることも多い
もち米の米粉に菓子用ろうそくで香りづけを行い、ココナッツミルク、砂糖を加えて、とろみが出るまで加熱して煉り餅を作る。ターニーという品種のバナナの葉を日干しし、両面を火で焙ってからアイロンがけを行う。アイロンがけには葉を平らにするのと、ツヤを出して香りを良くする目的がある。下準備したバナナの葉を角が丸い長方形に切り、煉り餅を小さじ1杯ほど乗せ、炒ったスイカの種と共に包む。このまま食することも可能であるが、天日で半日ほど乾燥させると、表面が結晶化し、日持ちするようになる。
ジャーモンクットは香りも重要であるため、ろうそくには花や竜脳を練りこんだものを用いる。このろうそく香に、ココナッツミルクの香り、炒ったスイカの種の香ばしい香りに、バナナの葉の香りが加わる。このため、食べ方としては包んでいるバナナを葉を開き、葉に乗せたまま香りを楽しみつつ煉り餅を口に運ぶのが推奨される。
ジャーモンクットは、ラーマ2世の詠んだ詩にも詠まれている。